# Cheimerius nufar
Cheimerius nufar es una especie de peces de la familia Sparidae en el orden de los Perciformes.

## Morfología
Los machos pueden llegar alcanzar los 75 cm de longitud total.

## Distribución geográfica
Se encuentra en las  costas occidentales del Océano Índico: desde el Mar Rojo hasta Sudáfrica, la India y  Sri Lanka.